# Farman F.40
Pour les articles homonymes, voir F40.
Le Farman F.40 est un biplan biplace français conçu et fabriqué par les frères Farman. Il était utilisé généralement pour l'observation mais certains furent équipés de bombes et de fusées. La production commença en 1915, il fut mis en service en 1916 et retiré du front en 1917. Son autonomie en carburant était de 2 h 30 min.

## Historique

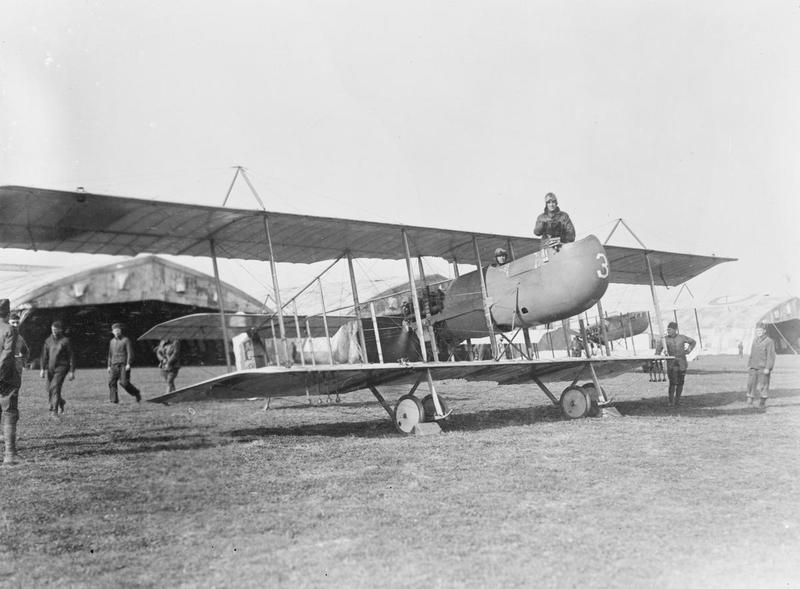
Un Farman F.40 en 1916.